# بغية المرتاد في الرد على المتفلسفة والباطنية والقرامطة
بغية المرتاد في الرد على المتفلسفة والقرامطة والباطنية ألفه ابن تيمية بعد أن وردته فتوى عن مدى صحة عدة أحاديث وبيان ما بني عليها من المقالات للفرق المختلفة".